# Heartbreak High
Heartbreak High is een Australische televisieserie over het leven van de leerlingen en docenten van Hartley High, een middelbare school in een multiculturele wijk in Sydney. De serie is een spin-off van de Australische film The Heartbreak Kid (1993).

## Achtergrond
Er zijn in totaal zeven seizoenen Heartbreak High gemaakt. In Nederland werd de serie door de VARA uitgezonden. De serie werd, ondanks het succes, na een zevental seizoenen stopgezet. Financiële redenen waren daar deels de oorzaak van. Doordat de grote internationale zenders die de serie uitzonden, geen nieuwe episodes meer bestelden. Het aantal episodes per seizoen lag soms vrij hoog, waardoor de zenders nog tientallen episodes uit konden zenden, voordat ze nieuwe episodes gingen bestellen.
Een bijkomend probleem voor de producenten was, dat zelfs als ze deze tijd konden overbruggen, de hoofdacteurs vanwege hun leeftijdstoename te oud werden voor hun rollen. Een groot deel van de hoofdacteurs was daarom uit de reeks geschreven omdat ze zichtbaar te oud waren om een middelbare scholier te spelen. De producenten vreesden dat dit met de hele cast het probleem zou zijn.
Tussen verschillende seizoenen was zichtbaar dat bepaalde acteurs verschillende rollen spelen in de reeks. Zo is de acteur die in het eerste seizoen de vader van leerlinge Chaka speelt, in een later seizoen als leerkracht in de school te zien. Ook Andrea Moor, die in de laatste seizoenen het schoolhoofd is, heeft in een van de eerste seizoenen een kleine rol waarmee ze enkele episodes in beeld komt.
Jaren waren liefhebbers ervan overtuigd dat de serie niet meer uitgebracht zou worden op dvd of anderszins beschikbaar zou worden gemaakt. Uiteindelijk zijn, naast enkele soundtracks met muziek die tijdens de episodes te horen is, de eerste drie seizoenen op dvd (PAL-formaat, multi-regio) uitgebracht. Sinds eind november 2020 kan men alle 7 seizoenen streamen via Netflix.  

## Rolverdeling

### Leerlingen
| Acteur                | Personage         | Seizoen    |
| --------------------- | ----------------- | ---------- |
| Alex Dimitriades      | Nick Poulos       | 1          |
| Salvator Coco         | Con Bordino       | 1, 2, 3, 4 |
| Abi Tucker            | Jodie Cooper      | 1, 2, 3    |
| Scott Major           | Peter Rivers      | 1, 2, 3    |
| Corey Page            | Steve Wiley       | 1, 2, 3    |
| Emma Roche            | Danni Miller      | 1, 2, 3, 4 |
| Tai N Guyen           | Jack Tran         | 1, 2       |
| Katherine Halliday    | Rose Malouf       | 1,2        |
| Ada Nicodemou         | Katerina Iannou   | 1, 3, 4, 5 |
| Vince Polleto         | Matt Logan        | 2, 3, 4    |
| Inge Hornstra         | Allie Matts       | 3, 4       |
| Jon Pollard           | Alan Bolton       | 2, 3, 4    |
| Tara Jakszewicz       | Stassy Sumich     | 4          |
| Sebastian Goldspink   | Charlie Byrd      | 3, 4, 5    |
| Rupert Reid           | Declan Costello   | 3, 4       |
| Callan Mulvey         | Bogdan Drazic     | 4, 5, 6    |
| Rel Hunt              | Ryan Scheppers    | 4, 5, 6    |
| Lara Cox              | Anita Scheppers   | 4, 5, 6    |
| Rebecca Smart         | Melanie Black     | 4, 5       |
| Nina Liu              | Mai Hem           | 4, 5       |
| Putu Winchester       | Dennis Klinsmann  | 6          |
| Nathalie Roy          | Sarah Livingstone | 5, 6       |
| Fleur Beaupert        | Nikki Ruark       | 6          |
| Marcel Bracks         | Lee Delane        | 5, 6       |
| Jeremy Lindsay Taylor | Kurt Petersen     | 6          |
| Luke Jacobz           | Zac Croft         | 6          |
| Bianca Nacson         | Gemma Whitely     | 6          |
| Danny Raco            | Marco Vialli      | 6          |
| Tasneem Roc           | Thania Saya       | 6          |
| Katherine Hicks       | Tess Mason        | 6          |
| Leeanna Walsman       | Julliete "Jet"    | 6          |

### Docenten
| Acteur                | Personage        | Seizoen |
| --------------------- | ---------------- | ------- |
| Stephan O'rourke      | Jim Deloraine    | 1, 2    |
| Sarah Lambert         | Christina Milano | 1       |
| Tony Martin           | Bill Southgate   | 1, 2    |
| Doris Younane         | Yola Fatoush     | 1, 2    |
| Hugh Baldwin          | Graham Brown     | 1       |
| Diana Craig           | June Dyson       | 3       |
| Danni Gordon          | Ronny Brooks     | 3, 4    |
| Peter Sumner          | Les Bailey       | 4, 5    |
| Andrea Moore          | Di Barnett       | 5, 6    |
| Frederick Miragliotta | Gerard Albers    | 4, 5    |
| John Walton           | Nat Delaine      | 5       |
| Elena Carapetis       | Jackie Cassis    | 6       |
| John Cregg            | Alan Carson      | 6       |